# Dessertwein

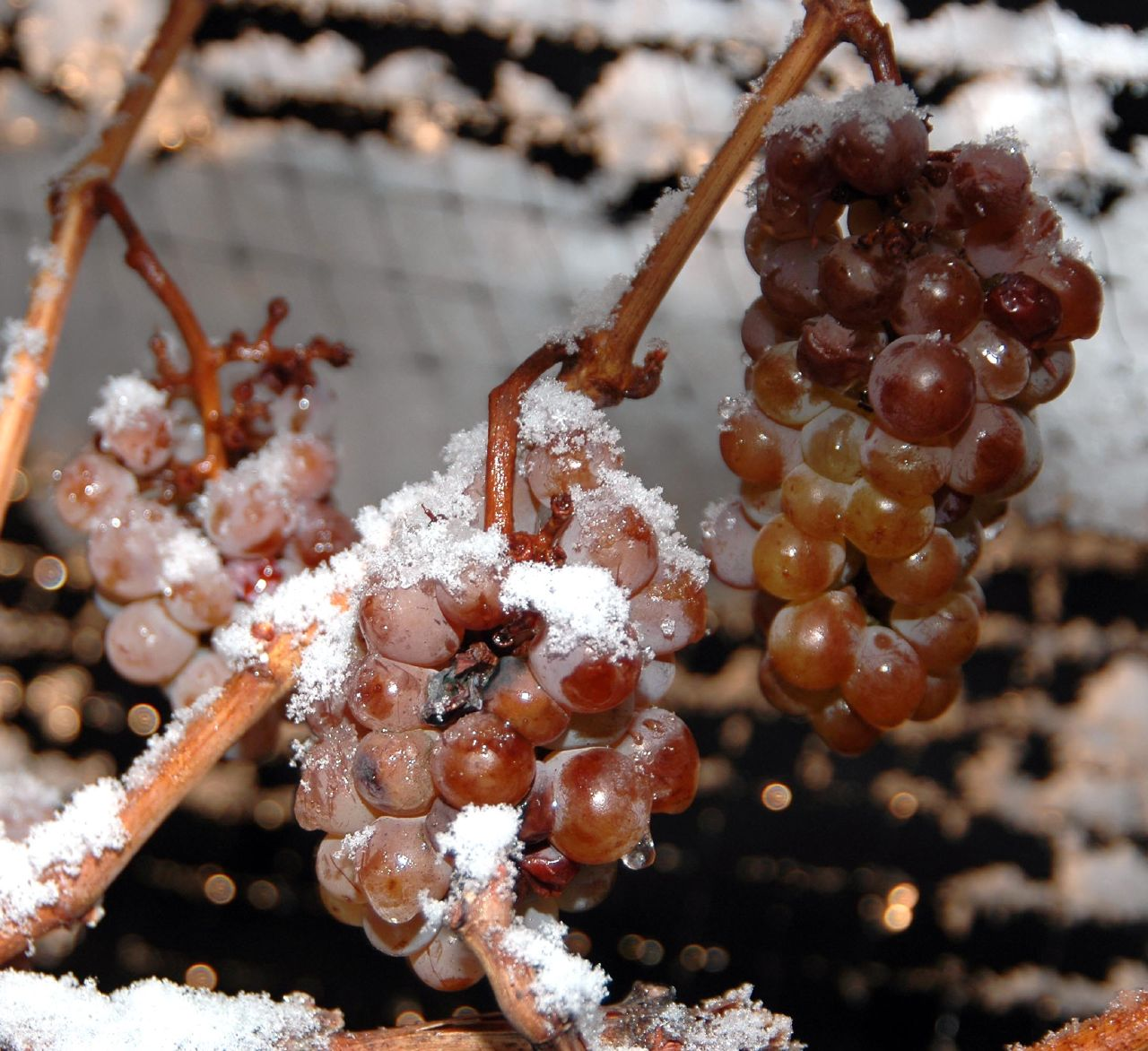
Trauben für Eiswein

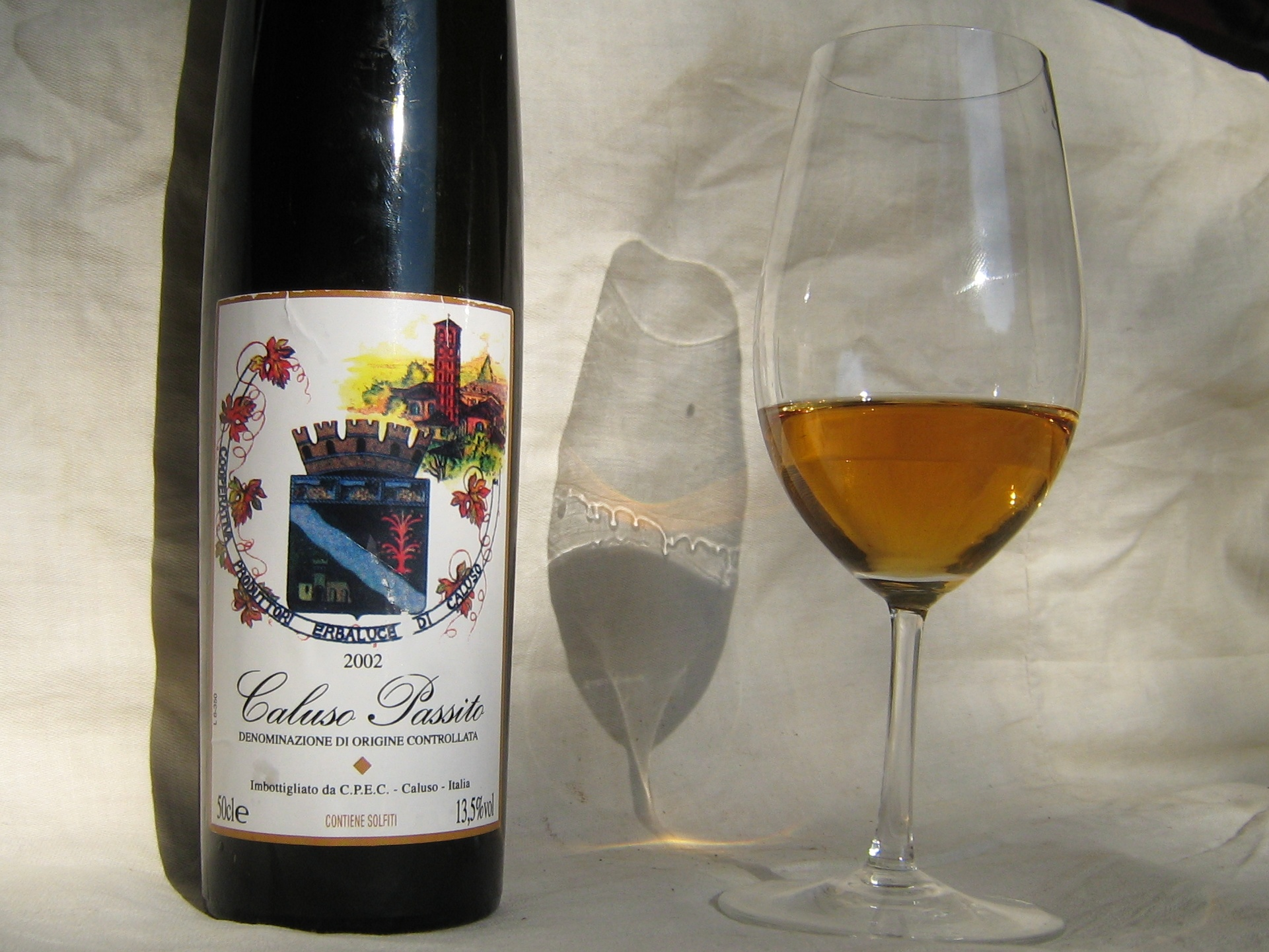
Ein Caluso Passito aus dem Piemont

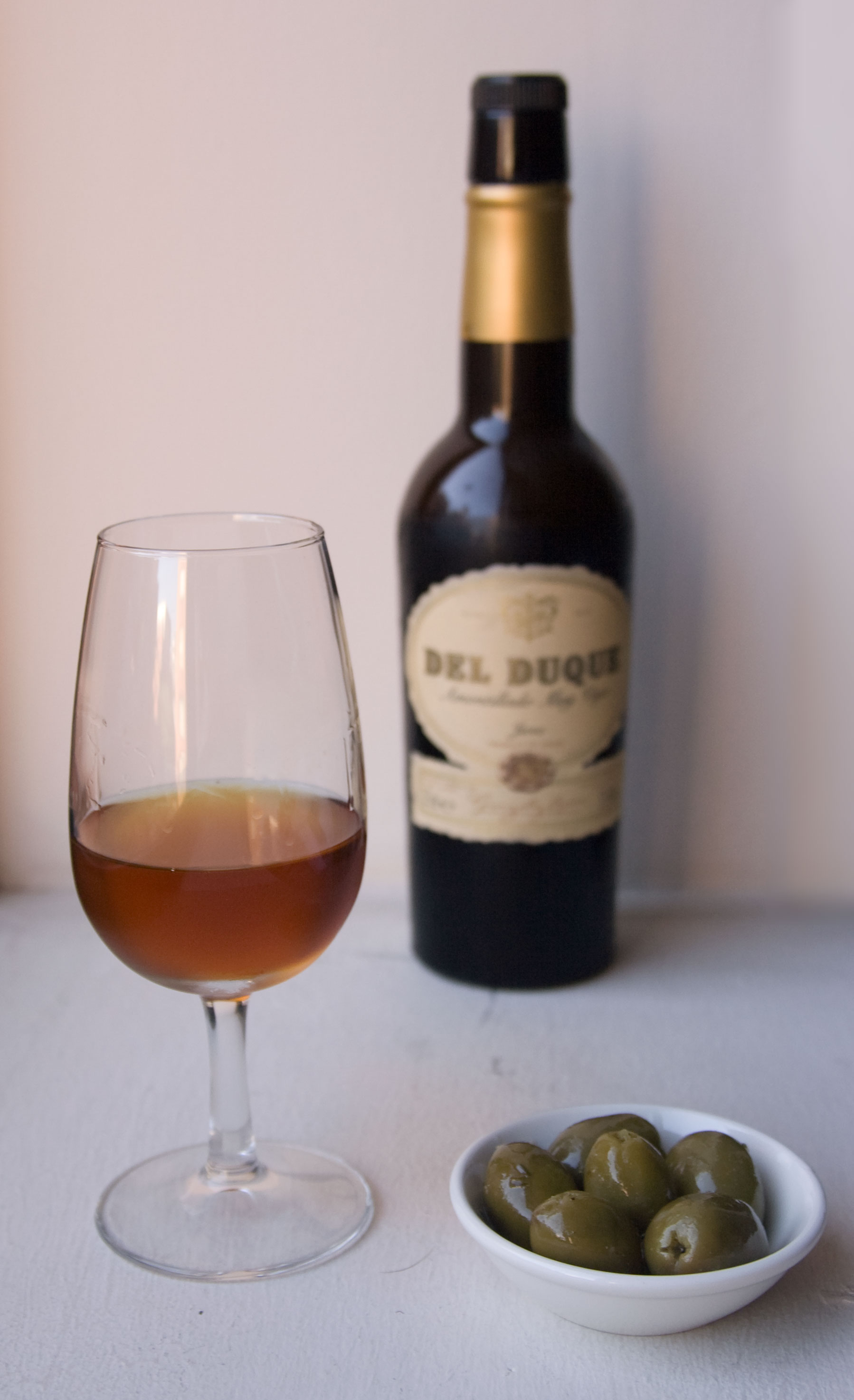
Amontillado-Sherry im typischen Catavino-Glas

Dessertwein oder auch Süßwein ist ein Sammelbegriff, der vollmundige Weine mit starker Süße bezeichnet. Traditionell werden solche Weine in einigen Ländern und Weinregionen oft am Ende einer Mahlzeit mit dem Dessert oder zum Käse gereicht. Die Begriffe „Dessertwein“ und „Süßwein“ werden umgangssprachlich oft synonym gebraucht, sind jedoch weder im europäischen noch im deutschen Weinrecht definiert. Als Dessertweine werden sowohl mit Alkohol angereicherte („aufgespritete“) Weine (Likörweine) als auch solche Weine bezeichnet, deren starke Süße durch Konzentration des in den Weintrauben natürlich enthaltenen Mostzuckers gebildet wurde. Charakteristisch für alle Dessertweine ist die vorhandene starke Restsüße. Diese entsteht dadurch, dass entweder die Weinhefe durch den hohen Alkohol- bzw. Mostzuckergehalt abstirbt oder die Gärung durch den Winzer aufgehalten wird, bevor der gesamte vorhandene Zucker zu Alkohol vergoren ist.

## Grundverfahren und Herstellungsmethoden
Bei der Herstellung von Dessertweinen kommen zwei Grundverfahren zum Einsatz, die wiederum vielfältig variiert werden können. Daraus ergeben sich unterschiedliche, oft regional spezifische Herstellungsmethoden mit verschiedenen Charakteristika und Süßegraden:

### Konzentration des in den Weintrauben vorhandenen Zuckers
- Eintrocknen der Trauben am Rebstock mittels Edelfäule. Beispiele: deutsche und österreichische Auslesen, Beerenauslesen, Trockenbeerenauslesen sowie Ausbruch (Österreich), Tokajer (Ungarn) und Sauternes (Frankreich).
- Gefrieren der Trauben am Stock. Beispiel: Eiswein
- Trocknung der geernteten Trauben auf Schilfmatten (Schilfwein), Strohmatten (Strohwein), Drahtgittern oder Holzgestellen. In Frankreich wird der solcherart hergestellte Wein Vin de Paille genannt, in Italien Passito oder auch Ripasso. Das Verfahren bewirkt ein hohes Mostgewicht, also einen hohen Zuckergehalt des Mostes (Oechslegrad). Beispiele: Vin Santo und Recioto.
- Konzentration der geernteten Trauben mittels Kryoextraktion; eine Art Eiswein-Verfahrenssimulation mittels technischer Frosterzeugung in der Kühlkammer, das je nach Jahrgang mitunter in Frankreich angewandt wird, z. B. bei der Herstellung von Sauternes. In Deutschland und Österreich ist diese Methode weinrechtlich nicht zugelassen.

### Likörwein (gespriteter Süßwein)
Die Gärung des sehr zuckerreichen Mostes wird künstlich beendet, indem 96-prozentiger Alkohol oder eingedickter, aufgespriteter Most zugesetzt wird. Dadurch werden die Hefen abgetötet und es kann keine weitere Umwandlung von Zucker in Alkohol stattfinden. Beispiele: Portwein, Rivesaltes, Banyuls, Muscat de Beaumes-de-Venise, Madeira, Marsala, Málaga, Sherry.

## Bezeichnungen
Bekannte als Dessertweine bzw. Süßweine gehandelte Produkte werden mit unterschiedlichen Bezeichnungen deklariert.
DeutschlandDurch natürliche Konzentration hergestellte Weine (Auslese, Beerenauslese, Trockenbeerenauslese, Eiswein)
ÖsterreichDurch natürliche Konzentration hergestellte Weine (Ausbruch, Auslese, Beerenauslese, Trockenbeerenauslese, Eiswein, Strohwein)
ItalienDurch natürliche Konzentration hergestellte Weine (Vin Santo und Recioto wie etwa Recioto di Gambellara, Recioto di Soave und Recioto della Valpolicella)
Durch Aufspritung hergestellte Weine (Marsala)
UngarnDurch natürliche Konzentration hergestellter Wein (Tokajer)
FrankreichDurch natürliche Konzentration hergestellte Weine (Elsass: Vendanges tardives oder Sélection de grains nobles, welche dem Geschmacksmuster einer deutschen Beerenauslese nahekommen; Bordeaux: Sauternes und Barsac; Jura: Vin de Paille; Jurançon: Vendanges tardives)
Likörwein (gespriteter Süßwein) wird in Frankreich nach dem dortigen Weinrecht als Vin Doux Naturel deklariert. Beispiele: Rivesaltes, Banyuls, Maury, Muscat de Beaumes-de-Venise, Muscat de Frontignan und Muscat de Rivesaltes.
SpanienDurch vollständige Aufspritung (z. B. Sherry) oder durch teilweise Aufspritung (z. B. Málaga) hergestellter Wein
PortugalDurch Aufspritung hergestellte Weine (Portwein, Madeira, Moscatel de Setúbal, Carcavelos, Moscatel do Douro)
GriechenlandDurch natürliche Konzentration hergestellter Wein (Liastos)
Durch Aufspritung hergestellter Wein (Mavrodaphne, Samos)
ZypernDurch Aufspritung hergestellter Wein (Commandaria)